# Karl Schenker
Karl Schenker (născut Karol Schenker; n. 23 octombrie 1886, Siret, Suceava, România – d. 18 august 1954, Londra, Anglia, Regatul Unit) a fost un fotograf, ilustrator de reviste de modă și pictor austriac. Artistul, care lucra în principal la Berlin, era evreu și a trebuit să emigreze din Germania la Londra în 1938. și a primit cetățenia britanică în 1948.

## Biografie
Karol Schenker s-a născut la 23 octombrie 1886 în Sereth (acum Siret în România, fiind fiul inspectorului fiscal Jakob Schenker și al Rosei Schenker (născută Schleisberg). După ce familia s-a mutat în Lemberg (în partea austro-ungară a fostei Polonii, acum Ucraina), Schenker a devenit membru al Friends of Artistic Photography în jurul anului 1900 și a participat în mod regulat la expozițiile asociației din 1904. Karol Schenker și-a expus lucrările la Expoziția Internațională Generală de Fotografie de Amatori din Cracovia la vârsta de 18 ani. La categoria fotografie de amatori, a primit o medalie de argint.